# Динго
Динго (Canis lupus dingo) — дикий австралійський собака, австралійський підвид вовка. Єдиний в Австралії плацентарний (не сумчастий) ссавець-хижак.
Динго походить з невеликої популяції псів та сформувався протягом австронезійської експансії до Південно-Східної Азії близько 5000 років тому, а його прибуття до Австралії відбулося 3500-4000 років тому. Динго повернувся до дикого способу життя та поширився на великій території. 
Хоча часто групу називають австралійською, її ареал не обмежений Австралією і включає острови Австралазії, Південно-Східну Азію та Нову Гвінею (новогвінейський динго), хоча там є лише окремі невеликі популяції на ділянках, де залишилися природні ліси.
Динго тісно пов'язані з культурою австралійських аборигенів, які часто тримали їх у господарстві та включали до свого фольклору як брехливих та злісних істот, здатних до знищення всього навколо.
Хоча після прибуття європейців популяція динго спочатку збільшилася завдяки інтродукції кролів та овець, зараз динго перебуває під загрозою зникнення через змішування з іншими породами псів.

## Зовнішній вигляд

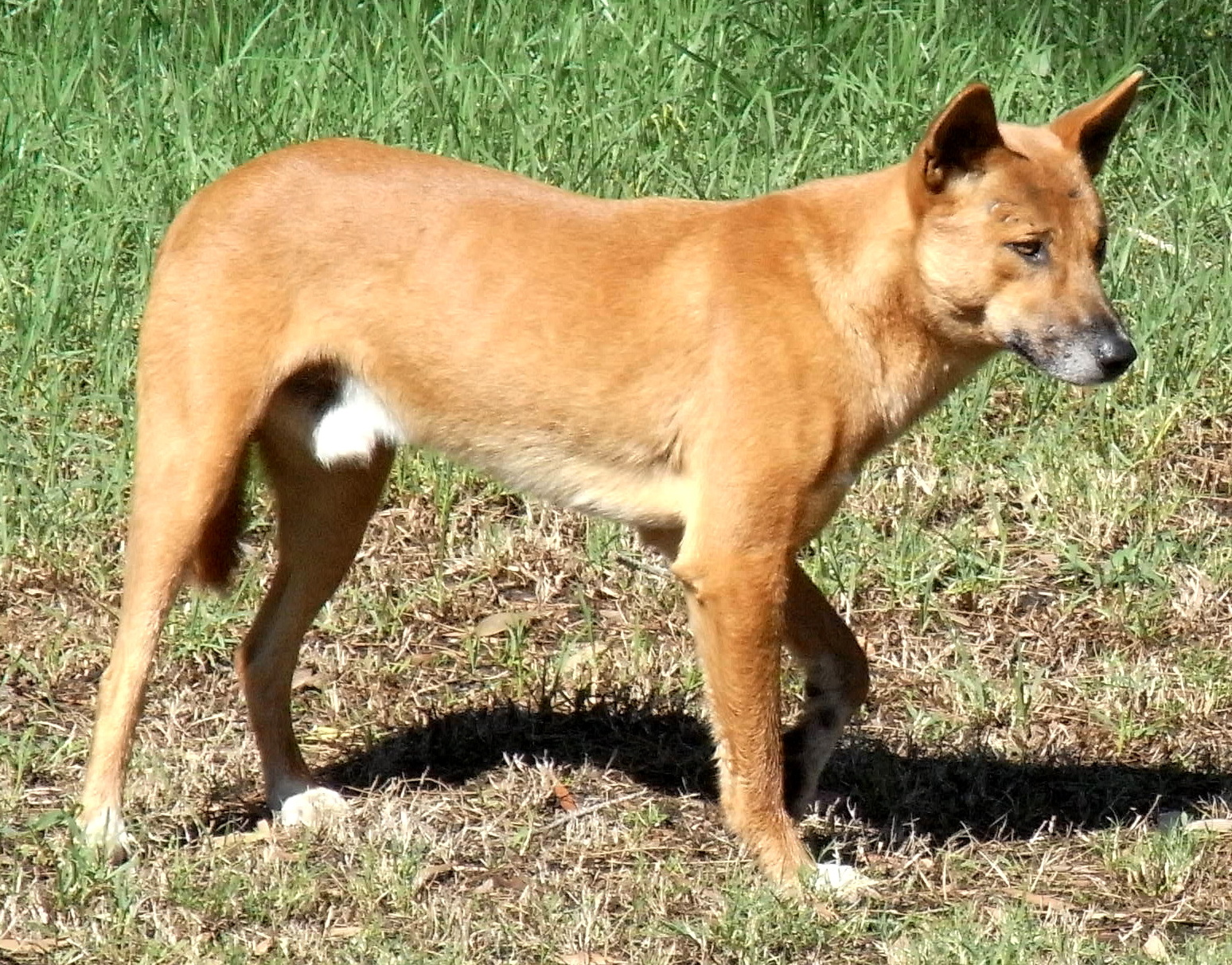

Динго виглядає як добре складений собака середньої величини: висота в холці 47-67 см, довжина тіла з головою 86-122 см, довжина хвоста 26-38 см. Вага 9,60-19 кг, рідко - до 24 кг і вище. Самці значно більші за самок, а азійські динго дрібніші за австралійських родичів, мабуть, через раціон, бідний білками. Статурою динго нагадує гончака. Морда квадратна; вуха невеликі, стоячі. Хвіст пухнастий, шаблеподібний.
Хутро у динго коротке і густе,  забарвлення - іржаво-руде або рудо-буре, на морді й череві світліше. Зрідка трапляються особини майже чорного кольору, білі й рябі. На південному сході Австралії мешкає порода динго сіро-білої масті. Динго чорного забарвлення (на зразок забарвлення ротвейлера) вважають гібридами динго зі свійськими собаками, імовірно, німецькими вівчарками.
Чистокровні динго не гавкають, але здатні гарчати і вити, як вовк.